# Odysee
Odysee је америчка децентрализована платформа за дељење видеа изграђена на блокчејну LBRY. Позиционира се као алтернатива главним сајтовима за размену видео записа (као што је YouTube), али са нагласком на слободи говора и децентрализацији.
Платформа омогућава корисницима да отпремају, деле и монетизују видео снимке путем криптовалуте, уз одржавање постојаности садржаја кроз пеер-то-пеер мрежу.

## Историја
Сајт је основан 2020. од Јулиан Цхандра. У јуну 2024 набавила га је Форвард Ресеарцх. Ова аквизиција долази након што је бивша матична компанија Одисее, ЛБРИ, изгубила случај са америчком Комисијом за хартије од вредности у јулу 2023. године.